# Bill Hamid
Bilal 'Bill' Hamid (Annandale, 25 november 1990) is een Amerikaans voetballer. In 2017 tekende hij een contract bij FC Midtjylland, ingaand op 1 januari 2018. Hamid keerde in augustus 2018 echter op huurbasis voor anderhalf jaar terug naar zijn oude club D.C. United.

## Clubcarrière
Bill Hamid tekende op 2 september 2009 als eerste speler van de D.C. United Academy voor het eerste team. Een voortdurend gerucht over het tekenen bij Celtic FC verdween daarmee van de baan.
Hij maakte zijn debuut op 5 mei 2010 in de gewonnen wedstrijd tegen Sporting Kansas City. Door deze winstpartij werd hij de jongste doelman in de geschiedenis van MLS, 19 jaar en 161 dagen, die een competitiewedstrijd won. Daarmee versloeg hij het record van Tim Howard, die 4 dagen ouder was dan Hamid. Hamid veroverde een vaste plek in het doel en is een vaste kracht in de basisopstelling van de club.

## Interlandcarrière
Hamid werd voor het eerst opgeroepen voor het Amerikaanse nationale elftal op 4 augustus 2011 voor een wedstrijd tegen Mexico. Zijn debuut maakte hij uiteindelijk op 21 januari 2012 tegen Venezuela. Op 28 juli 2013 won Hamid met de Verenigde Staten de Gold Cup. Hij speelde echter geen enkele wedstrijd op het toernooi in tegenstelling tot de twee andere doelmannen in de selectie, Nick Rimando en Sean Johnson.

## Erelijst
Als speler
| Competitie             |             |             |             |             |
| Competitie             | Aantal      | Jaren       |             |             |
| D.C. United            | D.C. United | D.C. United | D.C. United | D.C. United |
| ---------------------- | ----------- | ----------- | ----------- | ----------- |
| Lamar Hunt US Open Cup | 1x          | 2013        |             |             |
| FC Midtjylland         |             |             |             |             |
| Superligaen            | 1x          | 2017/18     |             |             |

| Competitie        | Winnaar          | Winnaar          | Runner-up        | Runner-up        | Derde            | Derde            |
| Competitie        | Aantal           | Jaren            | Aantal           | Jaren            | Aantal           | Jaren            |
| Verenigde Staten  | Verenigde Staten | Verenigde Staten | Verenigde Staten | Verenigde Staten | Verenigde Staten | Verenigde Staten |
| ----------------- | ---------------- | ---------------- | ---------------- | ---------------- | ---------------- | ---------------- |
| CONCACAF Gold Cup | 2x               | 2013, 2017       |                  |                  |                  |                  |

Individueel
- MLS Doelman van het Jaar: 2014